# Nikolai Muchin

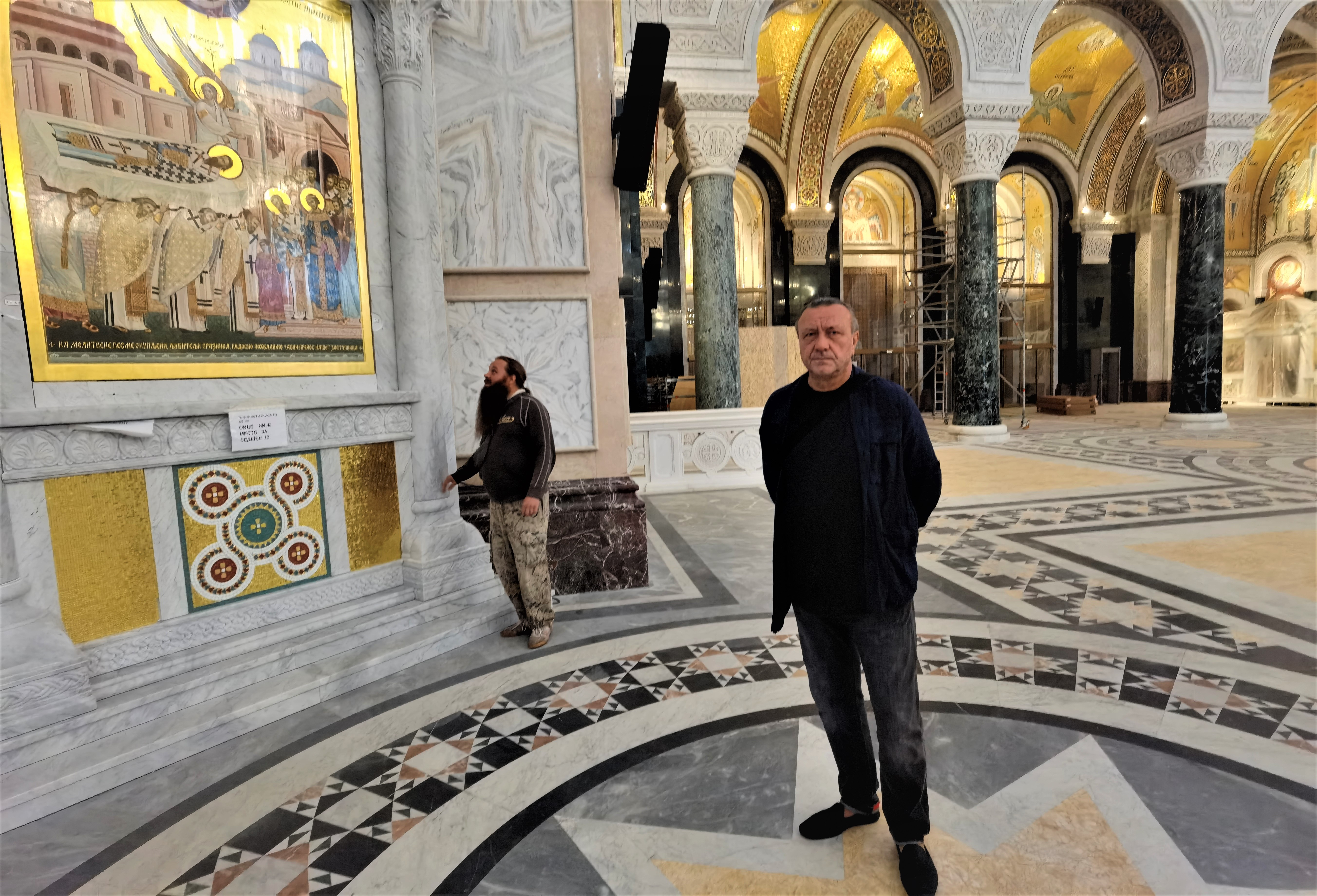
Nikolai Muchin 2021

Nikolai Alexandrowitsch Muchin (russisch Николай Александрович Мухин; * 13. Juni 1955, Kostroma, UdSSR) ist ein sowjetischer und russischer Maler und Bildhauer. Muchin ist Mitglied der Russischen Kunstakademie, 2005 zum Volkskünstler Russlands berufen. Er ist Gründer der Vereinigung der Jaroslawer Ikonenmaler («Ярославская икона»). Zu seinen Hauptwerken gehören die Fresken der Moskauer Christi-Himmerlfahrt Kathedrale sowie die Ausgestaltung des Doms des Heiligen Sava mit ca. 10.000 m² Mosaiken.

## Leben
Geboren wurde Muchin am 13. Juni 1955 in Kostroma. Ab 1970 lebte der in Jaroslaw. 1974 lernte er in der Jaroslawer Kunstschule (Ярославское художественное училище). 1985 Mitglied der Künstlervereinigung der UdSSR. 2000–2005 lernte er am Surow-Institut der Russischen Kunstakademie in Moskau, wo er 2008 auch diplomierte.
Nachdem er die Fresken der Moskauer Christi-Himmelfahrtskathedrale zusammen mit Jewgeniji Nikolajewitsch Maximow (Евгений Николаевич Максимов, * 1948), gewannen sie 2014 auch die Ausschreibung für die Dekoration des Belgrader Dom des Heiligen Sava.

## Werk

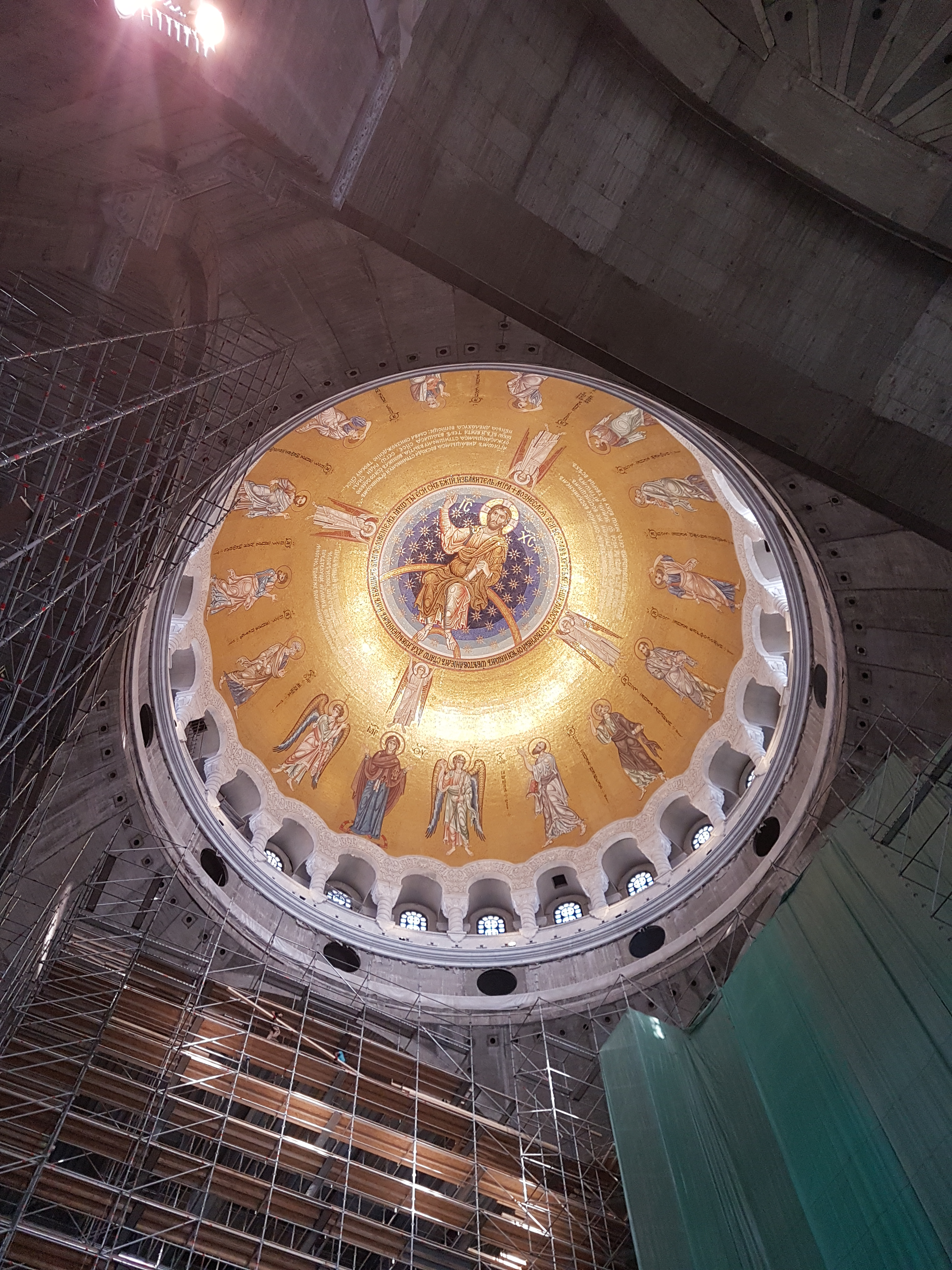
Kuppelmosaik, Dom des Heiligen Sava in Belgrad

Muchin hat zahlreiche Kirchen in den USA, Kroatien, Serbien, Japan und Russland malerisch ausgestaltet.
Seine 2007 in der serbisch-orthodoxen Kathedrale in Zagreb fertiggestellten Fresken wurden am 22. März 2020 durch das Erdbeben bei Zagreb 2020 schwer beschädigt.
Seit 2014 arbeitet er an den Mosaikarbeiten im Dom des Heiligen Sava, die seit 2017 realisiert werden konnten. Aufgrund der hohen Materialkosten (1 m² Mosaik = 600 Dollar) konnte die Arbeiten nur durch Zuwendungen des russischen Staates realisiert werden. Mit Kosten von ca. 50 Millionen Euro machen die Arbeiten der Inneneinrichtung etwa die Hälfte der Gesamtkosten des Bauwerkes aus.
Muchin wurde bei seinem Konkurrenzprojekt bescheinigt, dass der Künstler: „eine spezifische Ikonographie, die zur Byzantinischen und Serbischen Kunst zurückreicht und Kompositionen erschafft, die eine Neuerfindung des Innenraums eines modernen Kirchengebäudes sind“.
Neben den Mosaikarbeiten hat Muchin für den Dom des Heiligen Sava einen bronzenen Radleuchter von 20 m Durchmesser und 14 Tonnen Gewicht entworfen. Dieser wird bis Oktober 2020 im Raum unter der Kuppel in 7,5 m Höhe über dem Kirchenboden an 12 Zugseilen aufgehängt sein. Nach seiner Vollendung wird dieser der größte Radleuchter der Welt sein. Muchin analysierte in der Raumwirkung drei Varianten von 30, 25 und 20 m Durchmesser, wobei er und sein Team sich für den kleinsten als geeignetsten entschied.